# Caro Michele (film)
Caro Michele è un film del 1976 diretto da Mario Monicelli, tratto dall'omonimo romanzo  di Natalia Ginzburg.

## Trama
Michele sembra coinvolto nelle proteste politiche e studentesche del 1968, e scappa da Roma a Londra, lasciando anche il padre malato che muore in ospedale senza rivederlo. Si mantiene tuttavia in contatto epistolare con la madre, le sorelle, gli amici, a cui fa anche rimuovere un mitra nascosto nello scantinato in cui viveva, e raccomanda di prendersi cura di Mara, una ragazza - che ha lasciato seppur forse madre di suo figlio. Sia lei di persona, che Michele per posta, continuano a gettare loro addosso la propria instabilità nella vita. Mara è inoltre estremamente invadente e supponente, continua a sfruttare le buone disposizioni di chiunque le capiti a tiro. Anche all'estero Michele sembra continuare a fare passi avventati, come il matrimonio improvviso con una ragazza di simile orientamento politico, appena conosciuta e presto abbandonata. Da notizie frammentarie, pare infine prendere parte ad ulteriori manifestazioni violente in Bruges, durante le quali muore.

## Distribuzione
Presentato in anteprima al Festival di Berlino, il film esce nelle sale cinematografiche italiane a partire dal 1º Ottobre 1976.
Viene edito, successivamente, in formato home video.
Nel 2021, la Cineteca Nazionale ha curato il restauro del film.

## Accoglienza
Accolto positivamente dalla critica, è generalmente considerato un lavoro maturo di Monicelli, lontano dai canoni passati della commedia all'italiana.
Paolo Mereghetti lo recensisce come «velatamente intimista, riflessivo e cupo».

## Curiosità
- Nel cast, in un piccolo ruolo, recita Eriprando Visconti, regista nonché nipote di Luchino Visconti.
- Le trasmissioni delle 3 emittenti di Tele + (TELE+1 TELE+2 E TELE+3) si sono aperte replicando per vari giorni questo film.

## Riconoscimenti
- 1977 - David di Donatello
  - Migliore attrice protagonista a Mariangela Melato
- 1977 - Nastro d'argento
  - Miglior attrice protagonista a Mariangela Melato
- 1976 - Festival di Berlino
  - Orso d'argento per il miglior regista a Mario Monicelli
  - Candidatura all'Orso d'oro a Mario Monicelli